# Cast in Stone
Cast in Stone – dziewiąty album studyjny brytyjskiego zespołu metalowego Venom wydany 11 listopada 1997 roku. Jest to pierwszy album od płyty Possessed nagrany w oryginalnym składzie.

## Twórcy
- Cronos – Wokal, Gitara Basowa
- Mantas – Gitara
- Abaddon – Perkusja

## Lista utworów
1. „The Evil One” – 3:18
2. „Raised in Hell” – 2:47
3. „All Devils Eve” – 2:53
4. „Bleeding” – 2:43
5. „Destroyed & Damned” – 6:45
6. „Domus Mundi” – 3:51
7. „Flight of the Hydra” – 3:22
8. „God’s Forsaken” – 4:24
9. „Mortals” – 3:15
10. „Infectious” – 3:36
11. „Kings of Evil” – 4:15
12. „You’re All Gonna Die” – 3:02
13. „Judgement Day” – 4:32
14. „Swarm” – 5:06